# Gamō Ujisato

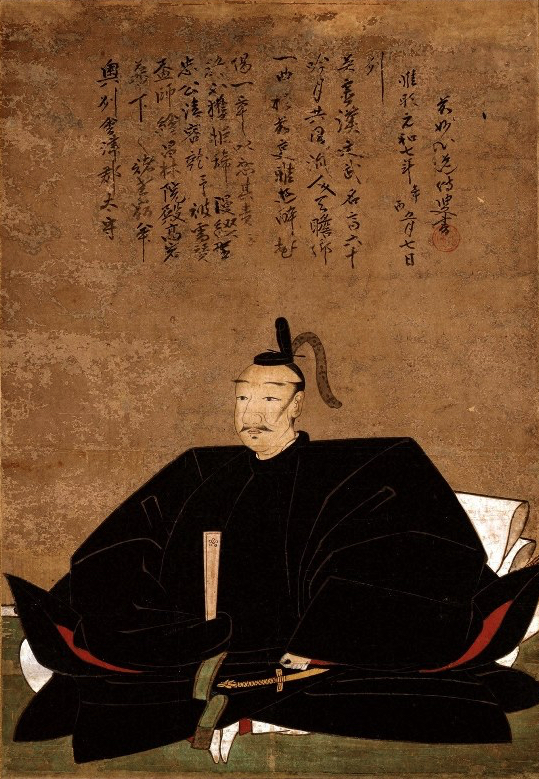
Gamō Ujisato

Gamō Ujisato (japanisch 蒲生 氏郷; geboren 1556; gestorben 17. März 1595) war ein japanischer Militärbefehlshaber während der Azuchi-Momoyama-Zeit und Christ.

## Leben und Wirken
Gamō Ujisato war der Sohn von Gamō Katahide (蒲生 賢秀; 1534–1584), dem Herrn der Burg Amano (甘野城), und ein hochrangiger Vasall des Rokkaku-Clans (六角氏). 1568 ging er als Geisel für seinen Vater Katsuhide, der sich Oda Nobunaga unterworfen hatte, nach Gifu und feierte dort sein Erwachsenwerden (元服, Genpuku). Nobunaga gab ihm einen Charakter aus seinem offiziellen Namen, Danjotada (弾正忠), und gab ihm den Vornamen Chuzaburō Fusuhide (忠三郎 賦秀). Im Jahr 1569 folgte er Nobunaga und kämpfte gegen die Provinz Ise. Im Winter desselben Jahres heiratete er Nobunagas Tochter und kehrte nach Hino zurück. Danach diente er weiter Nobunaga und nahm u. a. an den Angriffen auf Asakura (朝倉), die Burg Odari (小谷城), der Schlacht von Nagashima (長島の合戦) und der Schlacht von Nagashino (長篠の戦) teil.
Zum Zeitpunkt des Honnōji-Zwischenfalls (本能寺の変) befand Gamō sich in Hino, lehnte eine Einladung von Akechi Mitsuhide ab, übernahm Nobunagas Familie von Azuchi und zog sich zusammen mit seinem Vater zurück. Toyotomi Hideyoshi belohnte ihn mit einem Einkommen von 5.000 Koku. Im Jahr 1583 kämpfte Hideyoshi gegen Shibata Katsuie und nahm Ujisatos Schwester zur Frau. Gamō griff auch die Provinz Ise an, in der Takigawa Kazumasu (滝川 一益; 1525–1586) stationiert war. Für seine Bemühungen erhielt er die Burg Kameyama. Er nahm an den Schlachten von Komaki und Nagakute teil, erhielt 120.000 Koku im südlichen Ise und zog in die Burg Matsugashima (松ケ島城) ein.
1585 wurde Gamō in Osaka auf den Namen „Leon“ getauft, machte aber vom christentum kein Gebrauch. Er nahm 1587 an der Invasion von Kyūshū teil, erhielt den Nachnamen Hashiba (羽柴). Er wurde 1588 zum Generalmajor befördert und zog auf die Burg Matsuzaka (松坂城). Es folgte die Beteiligung am Angriff auf Odawara im Jahr 1590, im August zog er in die Provinz Mutsu mit Schwerpunkt Aizu und erhielt 420.000 Koku in 12 Kreisen der Provinz Echigo. Er zog dann zur Burg Kurokawa. Danach erhielt er zusätzlich sieben Bezirken von Mutsu und Dewa und zusätzlich 185.000 Koku, sodass die Gesamthöhe 1594 über 919.000 Koku betrug und er zu den fünf größten Daimyō seiner Zeit gehörte.
Gamō war 1592 nach Kyōto und ging nach Nagoya. Im selben Jahr wurde die Hauptanlage der Burg Wakamatsu fertiggestellt und mit dem Bau der Burgstadt begonnen. Gamōs Grab befindet sich im Tempel Daitoku-ji in Kyōto.